# Cochise (rapero)
Terrell Anthony Cox (Palm Beach, Florida, Estados Unidos; 29 de mayo de 1998), conocido por su nombre artístico como Cochise , es un rapero, cantante y productor discográfico estadounidense. Inicialmente llamó la atención después de que su sencillo de 2019 "Hatchback" alcanzara popularidad en TikTok en 2020. Su canción "Tell Em" con su compañero rapero $not alcanzó el puesto 64 en el Billboard Hot 100 en 2021. Desde entonces, Cochise ha lanzado dos álbumes de estudio, con su debut será Benbow Crescent en 2021.

## Primeros años de vida
Cox nació en Palm Beach, Florida, y creció en Palm Bay, Florida. de descendencia jamaicana, comenzó a escuchar música reggae y dancehall cuando era joven. Cuando era niño, estuvo influenciado por Richard Simmons. Asistió a Heritage High School y aspiraba a convertirse en futbolista profesional. Se graduó en 2016 y finalmente decidió dedicarse a su pasión por el rap, alegando que la falta de control en una carrera futbolística era indeseable.

## Carrera
2015–2017: Beginnings
A partir de finales de 2015, Cox publicó sus primeras canciones en SoundCloud bajo el nombre de Yung Cochise. Desde el principio ha estado acompañado de su primo y productor, Lousho. La primera canción que le ganó cierta popularidad fue "Let A Nigga Smash", en la que apareció con Dbangz a finales de 2017.

### 2018–2019:PulpandHijack
El 3 de mayo de 2018, Cochise lanzó su mixtape debut Pulp, con producción de Hella Sketchy, Lousho y VashVash.
Continuó lanzando canciones a finales de 2018 y principios de 2019, con lanzamientos exclusivos en Soundcloud.
El 23 de agosto de 2019, lanzó su EP colaborativo Hijack con Lousho.
A finales de 2019 lanzó su sencillo "Red Head", que luego ganó popularidad junto con "Hatchback" en 2020.

### 2020–2021:HatchbackandBenbow Crescent
Tras el éxito de sus sencillos "Red Head" y "Hatchback", Cochise firmó con Columbia Records después de ser presentado por su manager, Solomon. Cox apareció en discos de Lil Yachty a finales de 2020.
El 7 de mayo de 2021, Cox lanzó Benbow Crescent, su álbum de estudio debut. Grabado entre principios de 2020 y principios de 2021, contó con el apoyo de cinco sencillos; "Hatchback", "Lost It", "Knicks", "Usopp" y "Sanji". Este álbum fue un homenaje a las raíces jamaicanas de Cox e incluyó 18 canciones sin rasgos distintivos. La producción estuvo a cargo de Archie Cardella, ProdLouis, ProdbyCarlos, Lousho y el propio Cox.
El 28 de mayo de 2021, lanzó su canción "Tell Em" con el rapero $not, que alcanzó el puesto 64 en el Billboard Hot 100. Esta se convirtió en la primera canción de ambos raperos en llegar a las listas. 
Aprovechando el éxito de "Tell Em", Cox lanzó "Pocket Rocket" en agosto de 2021, que ganó popularidad en TikTok.
2022–present: The Inspection and No One's Nice To Me
Cox comenzó el lanzamiento de su próximo álbum en enero de 2022 vistiendo una gabardina color canela, gafas negras y guantes negros. Se presentó a sí mismo como un inspector y se hizo llamar "Señor Profesor". Estableció el tema del próximo álbum en torno al atuendo. A principios de 2022 lanzó dos sencillos de apoyo al álbum; "Hazlo de nuevo" y "Sube el volumen". El 2 de junio de 2022, Cox anunció su nuevo álbum llamado The Inspection en un video de él pintando disfrazado de Bob Ross. 
El 14 de junio de 2022, se reveló que Cox era parte de la "2022 Freshman Class" de "XXL". 
El 24 de junio de 2022, Cox lanzó su segundo álbum, "The Inspection", que incluía colaboraciones de Young Nudy y Chief Keef, entre otros. 
En diciembre de 2022, Cox ganó fuerza en TikTok que incluía un fragmento inédito de su canción "Cook Up". Poco después lanzó el sencillo el 9 de diciembre. 
En enero de 2023, Cox colaboró con el videojuego Rocket League. Sus canciones "Pocket Rocket" y "Turn It Up" aparecieron en el juego junto con un nuevo sencillo titulado "Long Way". 
En mayo de 2023, Cox lanzó el sencillo "Kaneki" producido por BNYX. 
El 26 de mayo de 2023, Cox lanzó su segundo EP "No One's Nice To Me", en el que experimenta con instrumentales más agresivos. La producción estuvo a cargo de Dreamz, Yaego, BNYX y otros. Este es el primer proyecto de Cox que no incluye oficialmente a Lousho como colaborador o productor. 
El 10 de noviembre de 2023, Cox lanzó su tercer EP, "Care Package". 
El 26 de enero de 2024, Cox y otros artistas actuaron en "First Night" como pista del álbum colaborativo All is Yellow.
El 16 de febrero de 2024, Cox lanzó el sencillo "Yoshimitsu", producido por Orchid, Dreamz y Venny.

## Discografía

### Studio albums
| Título          | Detalles de álbum                                                                             |
| --------------- | --------------------------------------------------------------------------------------------- |
| Benbow Crescent | - Publicado: 7 de mayo de 2021 - Etiqueta: Columbia - Formatos: Descarga digital, streaming   |
| The Inspection  | - Publicado: 24 de junio de 2022 - Etiqueta: Columbia - Formatos: Descarga digital, streaming |

### Mixtapes
| Título | Detalles del mixtape                                                                                    |
| ------ | --- |
| Pulp   | - Publicado: 3 de mayo de 2018 (EEUU) - Etiqueta: Autopublicado - Formatos: Descarga digital, streaming |

### Extended plays
| Título              | Detalles del EP                                                                                      |
| ------------------- | --- |
| Hijack (con Lousho) | - Publicado: 23 de agosto de 2019 - Publicado: Autopublicado - Formatos: Descarga digital, streaming |
| No One's Nice To Me | - Publicado: 26 de mayo de 2023 - Etiqueta: Columbia - Formatos: Descarga digital, streaming         |
| Care Package        | - Publicado: 10 de noviembre de 2023 - Etiqueta: Columbia - Formatos: Descarga digital, streaming    |

### Singles
| Título                | Año  | Posiciones pico sobre el gráfico | Certificaciones     | Álbum               |
| Título                | Año  | US                               | Certificaciones     | Álbum               |
| --------------------- | ---- | -------------------------------- | ------------------- | ------------------- |
| "Sippin Sake"         | 2017 | —                                | Sencillos sin álbum |                     |
| "Daniel Bryan (Yes)"  | 2017 | —                                |                     |                     |
| "Bumba"               | 2018 | —                                |                     |                     |
| "WEAK"                | 2018 | —                                |                     |                     |
| "Baxter"              | 2018 | —                                |                     |                     |
| "My Year"             | 2019 | —                                |                     |                     |
| "Dolla"               | 2019 | —                                |                     |                     |
| "Let Me Know"         | 2019 | —                                |                     |                     |
| "Dig Me Freestyle"    | 2019 | —                                |                     |                     |
| "Riri"                | 2019 | —                                |                     |                     |
| "Stars"               | 2019 | —                                |                     |                     |
| "Hatchback"           | 2019 | —                                | - RIAA: Gold        | Benbow Crescent     |
| "Red Head"            | 2019 | —                                | Sencillo sin álbum  |                     |
| "Spaceship"           | 2019 | —                                |                     |                     |
| "Elbow Room"          | 2020 | —                                |                     |                     |
| "Milo"                | 2020 | —                                |                     |                     |
| "Joans Garden"        | 2020 | —                                |                     |                     |
| "Yessir"              | 2020 | —                                |                     |                     |
| "Taxin"               | 2020 | —                                |                     |                     |
| "Lost It"             | 2020 | —                                |                     | Benbow Crescent     |
| "Knicks"              | 2020 | —                                |                     | Benbow Crescent     |
| "Usopp"               | 2021 | —                                |                     | Benbow Crescent     |
| "Bratz (Remix)"       | 2021 | —                                |                     | Sencillos sin álbum |
| "Sanji"               | 2021 | —                                |                     | Benbow Crescent     |
| "Tell Em" (with $not) | 2021 | 64                               | - RIAA: 2× Platinum | Sencillos sin álbum |
| "Pocket Rocket"       | 2021 | —                                | - RIAA: Gold        |                     |
| "Cautious"            | 2021 | —                                |                     |                     |
| "Do It Again"         | 2022 | —                                |                     | The Inspection      |
| "Turn It Up"          | 2022 | —                                |                     | The Inspection      |
| "Creme Brulee"        | 2022 | —                                |                     |                     |
| "Cook Up"             | 2022 | —                                |                     |                     |
| "Long Way"            | 2023 | —                                |                     |                     |
| "Perm"                | 2023 | —                                |                     |                     |
| "Kaneki"              | 2023 | —                                |                     | No One's Nice To Me |
| "Champions League"    | 2023 | —                                |                     | Care Package        |
| "Lukaku"              | 2023 | —                                |                     | Care Package        |
| "Hop In The Whip"     | 2023 | —                                |                     | Care Package        |
| "Yoshimitsu"          | 2024 | —                                |                     |                     |
| "Geeked"              | 2024 | —                                |                     | Sencillos sin álbum |
| "Jackpot"             | 2024 | —                                |                     |                     |
| "Lay Up"              | 2024 | —                                |                     |                     |

Nota: Cox tiene numerosos sencillos no listados que se lanzan de manera no oficial en plataformas como Soundcloud y YouTube.